# Li Yajun
Li Yajun (黎雅君S; Huizhou, 27 aprile 1993) è una sollevatrice cinese.

## Palmarès
- Mondiali

Breslavia 2013: oro nei 53 kg.
Almaty 2014: bronzo nei 53 kg.
Aşgabat 2018: argento nei 55 kg.